# Maserati Merak
La Maserati Merak è un modello di autovettura casa automobilistica italiana Maserati costruita dal 1972 al 1983.

## La storia

### Il contesto
Quando nel 1968 la Citroën assunse il controllo della Maserati, l'amministratore Guy Malleret suggerì all'ingegner Giulio Alfieri di studiare una coupé due posti a motore V8 in posizione centrale: nacque così la Maserati Bora. Parallelamente si decise di mettere in produzione anche una vettura più piccola per affrontare la concorrenza della Ferrari Dino GT4 e della Lamborghini Urraco.
Questo progetto fu siglato AM 122 e diede luce alla Maserati Merak.

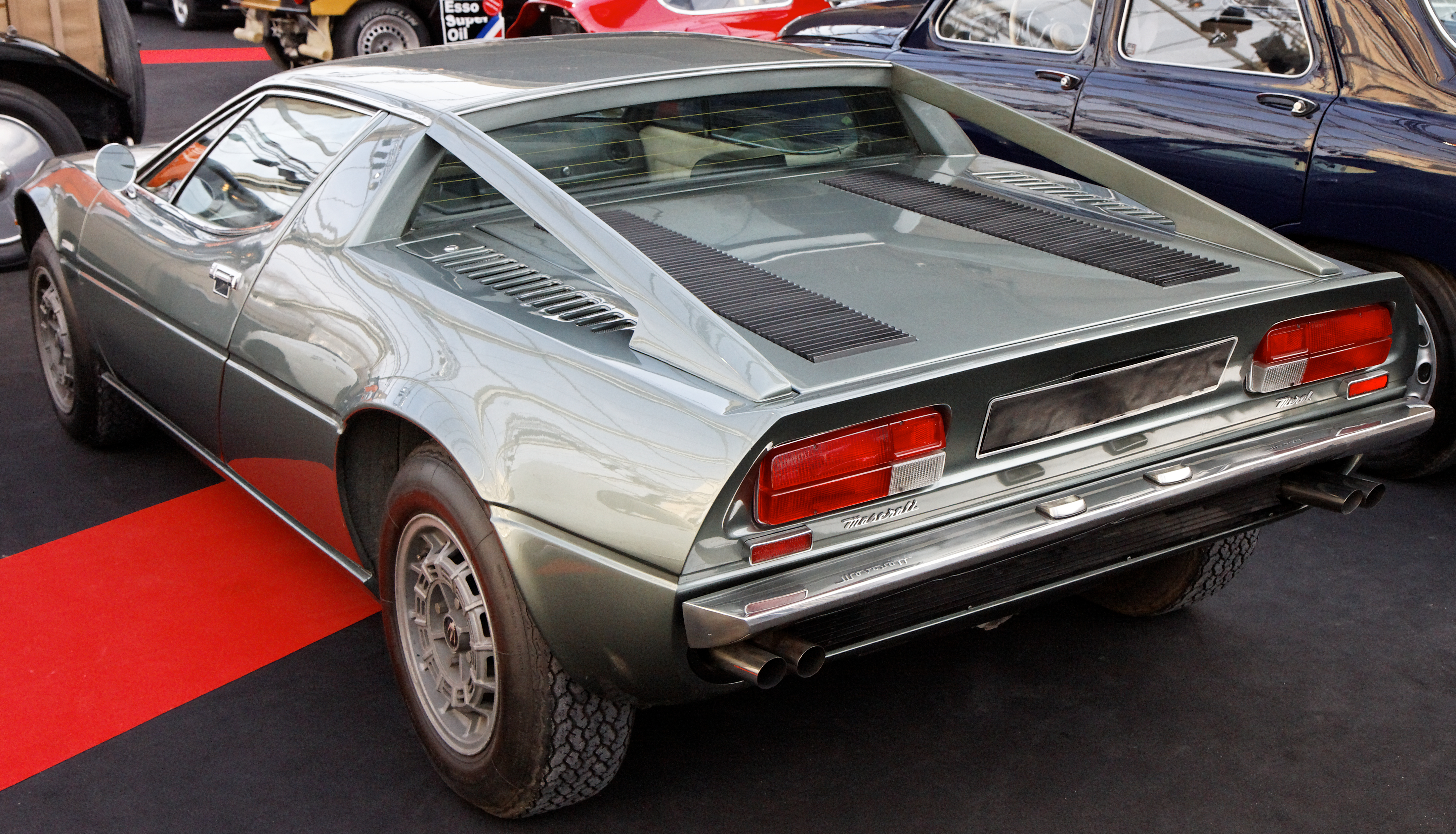
La coda con i caratteristici archi e il cofano piatto della Maserati Merak.

Come per la sorella maggiore Bora, mentre l'ingegner Alfieri studiava la meccanica, all'Italdesign di Giorgetto Giugiaro fu affidato il compito di disegnare la carrozzeria.
Intelligentemente Giugiaro decise di derivare per quanto possibile la Merak dalla Bora, conservandone anche la riuscita linea: esteriormente le due coupé erano praticamente identiche dal muso fino alle porte anteriori, e differivano soprattutto nella coda. 
Invece di descrivere il morbido arco che caratterizzava l'andamento fastback della Bora, infatti, sulla Merak il tetto terminava improvvisamente con un lunotto verticale a tutta ampiezza ed un cofano posteriore completamente piatto, arricchito da due sfoghi d'aria longitudinali a griglia.
Giugiaro riuscì abilmente ad ammorbidire la linea della Merak collegando il tetto bruscamente interrotto alla coda con due pinne simili ad archi rampanti; allo stesso tempo questa brillante soluzione richiamava la coda interamente vetrata della Bora.
Altri particolari caratteristici della Merak erano la calandra con due paraurti cromati ai lati del tridente Maserati ed una scanalatura che correva lungo tutta la fiancata, a sostituire rispettivamente la grigliatura cromata e il profilo laterale in gomma della sorella maggiore.

### La tecnica
Al complesso telaio tubolare della Bora fu preferito una più economica scocca portante in acciaio e fu semplificato il telaietto ausiliario che supportava il motore.
Il motore era posteriore-centrale come sulla Bora, con i radiatori in posizione frontale; per fare della Merak una 2+2 al posto del grande V8 4700 sotto al cofano fu piazzato un compatto motore V6 di tre litri di cilindrata, consentendo di ricavare due piccoli posti posteriori, adatti perlopiù a dei bambini.
Il gruppo motore e cambio della Merak era quello già montato in posizione anteriore-longitudinale sulla Citroën SM. Il cambio era a cinque marce sincronizzate di origine Citroën.
Il motore era il V6 Tipo C.114, che era stato progettato dalla Maserati espressamente per la SM; tuttavia grazie ad un aumento dell'alesaggio la cilindrata passava da 2,7 a 3,0 litri e di conseguenza la potenza saliva da 150 a 190  CV.
Altre componenti di derivazione Citroën SM erano il servofreno idraulico ad alta pressione che comandava i freni a disco ventilati sulle quattro ruote, il sistema sempre idraulico di comando dei fari a scomparsa (peraltro già montati sulla Bora), la plancia dalla strumentazione ovale ed il volante monorazza.
Oltre ai sedili sportivi erano rivestiti in pelle il cruscotto, la plancia, il tunnel centrale, i pannelli porta e la panchetta posteriore. La strumentazione era tutta analogica e parecchio completa: includeva tachimetro, contagiri, indicatori della temperatura di olio e acqua, indicatore di livello del carburante e della carica batteria, oltre naturalmente ad un orologio.
Si ottenne così la compatta e brillante coupé 2+2 a motore centrale (dal prezzo e consumi sostanzialmente inferiori a quelli della Bora) che serviva per aggredire una fascia di mercato più ampia e potenzialmente in crescita.

### La nascita
La Merak debuttò ufficialmente al Salone Mondial de l'Automobile di Parigi dell'ottobre 1972, un anno e mezzo dopo la Bora; il nome, contrariamente alla tradizione Maserati, non è quello di un vento, bensì quello di una stella dell'Orsa Maggiore.

### Il passaggio dalla proprietà Citroën a De Tomaso
Nel 1976, con il passaggio della proprietà Maserati dalla Citroën ad Alejandro De Tomaso, tutte le componenti di derivazione SM vennero sostituite. Un servofreno tradizionale a depressione sostituì quello idraulico, si adottò la plancia dal disegno più squadrato della Merak SS ed un nuovo volante a quattro razze invece che quelli della SM e un cambio ZF sempre a cinque marce prese il posto di quello Citroën.
Le Merak prodotte negli ultimi anni erano equipaggiate con la stessa plancia della Bora.

## L'evoluzione

### Merak SS

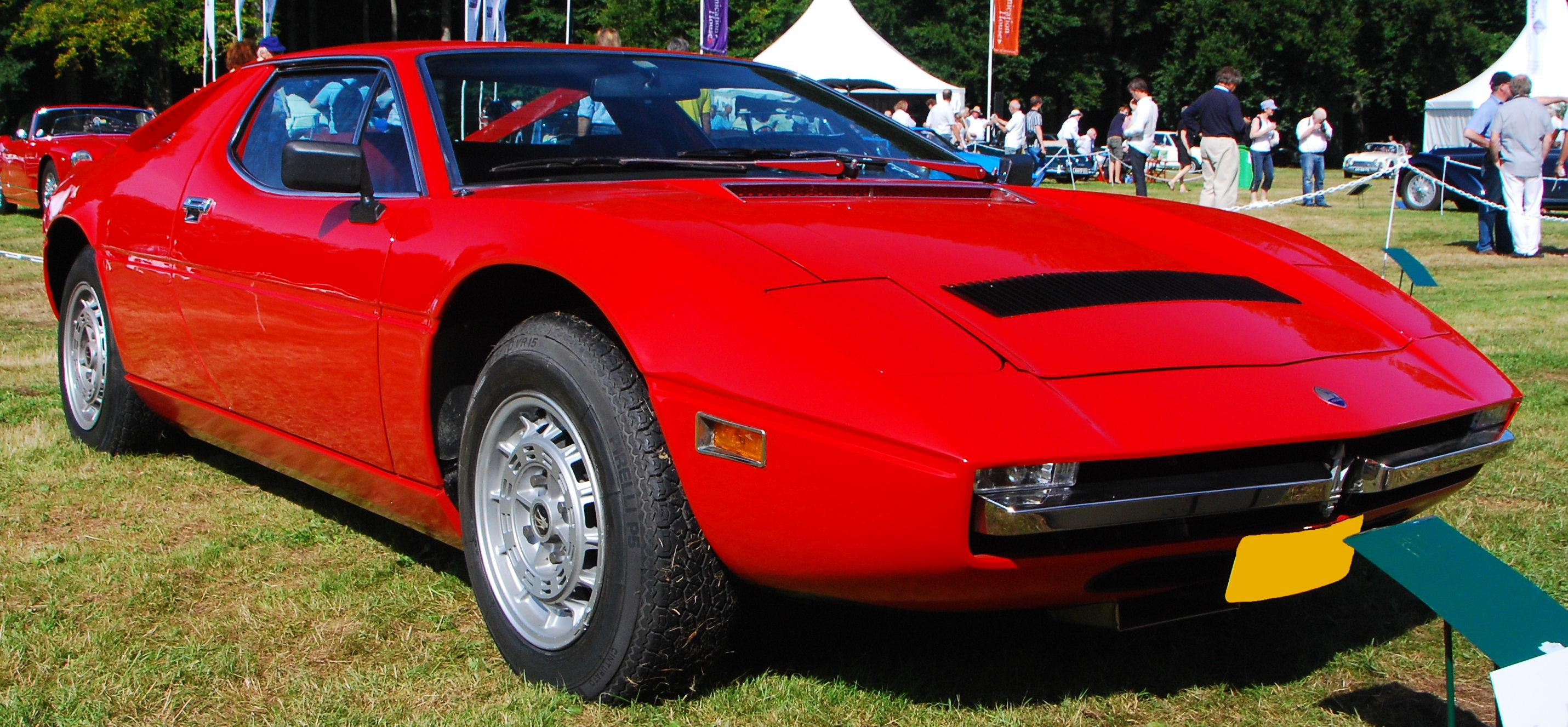
La Maserati Merak SS

Al Salone di Ginevra del marzo 1975 la Maserati introdusse la versione più sportiva della Merak, la Merak SS (Tipo AM122/A).
Grazie a carburatori maggiorati Weber 44 DCNF ed a un rapporto di compressione di 9,0:1 il V6 erogava ora 220 cv.
La gommatura era maggiorata, con pneumatici anteriori 195/70 VR 15 X e posteriori 215/70 VR 15 X; altre modifiche tecniche comprendevano l'alleggerimento di 50 kg e ritocchi al telaio.
Esteriormente la SS era riconoscibile per la griglia trasversale sul cofano tra i fari anteriori e, all'interno, per l'adozione di una plancia completamente nuova, dal disegno ispirato a quella della Bora.

### Merak 2000 GT

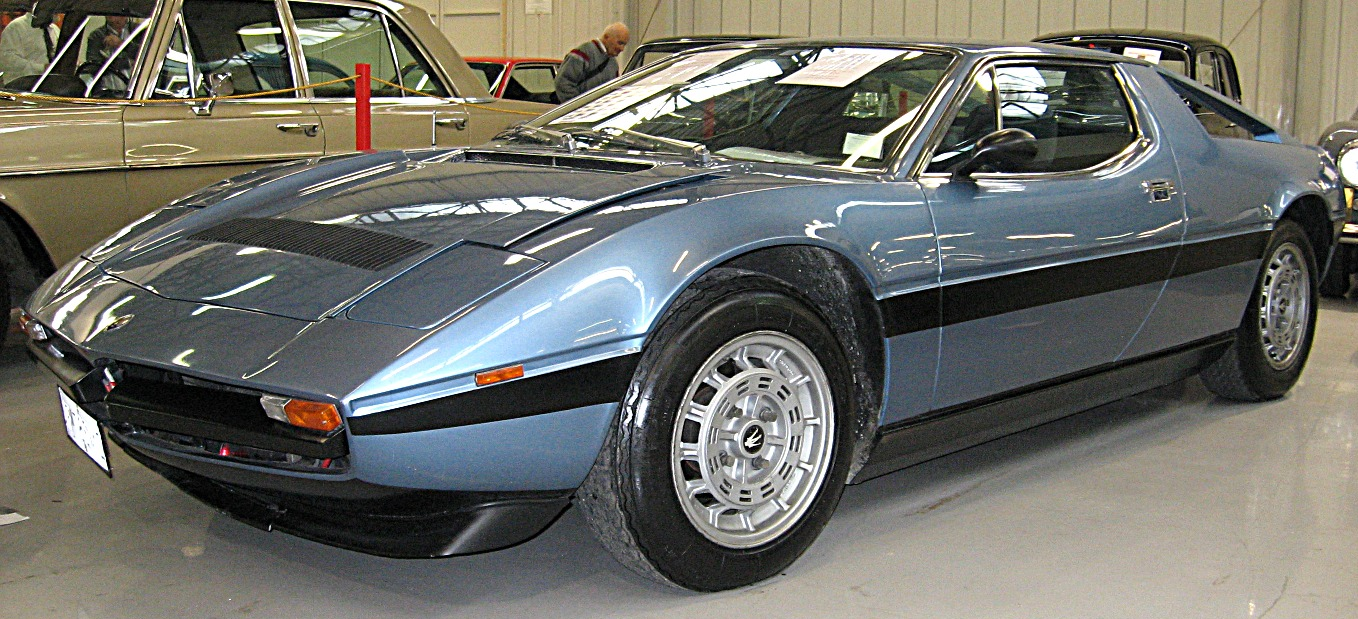
Una Merak 2000 GT, riconoscibile per la striscia nera sulla fiancata e la griglia tra i fari anteriori

Con la prima crisi energetica si ridusse drasticamente il mercato per le vetture sportive di grossa cilindrata.
Nonostante la Merak fosse già di per sé un'alternativa più economica alla Bora, per volere del nuovo presidente Alejandro De Tomaso si cominciò a studiare una versione con un motore di cilindrata inferiore.
Nel 1977 nacque così la Merak 2000 GT o Tipo AM122/D secondo il codice di progetto, spinta da nuovo e più piccolo V6 di 1999 cm³.
Questa versione era costruita esclusivamente per il mercato italiano, dove le auto con una cilindrata superiore ai 2000 cm³ erano penalizzate fiscalmente pagando l'IVA al 38% a differenza del 18% applicatato alle cilindrate minori. Il motore della "2000" sarà poi la base per quello della Biturbo.
Nonostante il motore dalla cilindrata ridotta, la 2000 GT garantiva comunque prestazioni soddisfacenti, con una potenza di 170  CV ad un regime di 7000 giri/min ed una velocità massima di 220 km/h. I consumi di carburante erano contenuti a 9,2 litri per 100 km.
La Merak 2000 GT era riconoscibile dalla 3000 per i paraurti anteriori e posteriori neri anziché cromati, l'assenza dello spoiler anteriore (disponibile tuttavia come optional), la griglia nera tra i fari anteriori che già caratterizzava la SS e per una vistosa fascia nera decorativa lungo le fiancate.
La 2000 GT era ordinabile in tre sole colorazioni, tutte metallizzate: argento, azzurro e oro. I sedili e i pannelli delle portiere erano rivestiti in panno, mentre il tunnel centrale, il cruscotto e gli altri pannelli dell'interno erano rivestiti in similpelle. La misura degli pneumatici di serie era 185/70r15 anteriore e 205/70r15 posteriore.

## La produzione
Nonostante le sue buone qualità la Merak soffrì sia la crisi petrolifera degli anni Settanta sia le difficoltà finanziarie della Citroën, che portarono i francesi a chiedere la liquidazione della Maserati (1975).
Complessivamente nell'arco dei 10 anni in cui rimase in produzione la gamma Merak furono 1830 gli esemplari prodotti, di cui 190 Merak 2000 GT destinate esclusivamente al mercato interno.
La produzione terminò nel 1982; ancora nel 1984, però, era a catalogo.
| Maserati Merak: produzione anno per anno | Maserati Merak: produzione anno per anno | Maserati Merak: produzione anno per anno | Maserati Merak: produzione anno per anno | Maserati Merak: produzione anno per anno | Maserati Merak: produzione anno per anno | Maserati Merak: produzione anno per anno | Maserati Merak: produzione anno per anno | Maserati Merak: produzione anno per anno | Maserati Merak: produzione anno per anno | Maserati Merak: produzione anno per anno | Maserati Merak: produzione anno per anno |
| ---------------------------------------- | ---------------------------------------- | ---------------------------------------- | ---------------------------------------- | ---------------------------------------- | ---------------------------------------- | ---------------------------------------- | ---------------------------------------- | ---------------------------------------- | ---------------------------------------- | ---------------------------------------- | ---------------------------------------- |
| Anno                                     | 1972                                     | 1973                                     | 1974                                     | 1975                                     | 1976                                     | 1977                                     | 1978                                     | 1979                                     | 1980                                     | 1981                                     | 1982                                     |
| Esemplari prodotti                       | 17                                       | 430                                      | 334                                      | 102                                      | 139                                      | 142                                      | 153                                      | 194                                      | 150                                      | 101                                      | 4                                        |

| Versione           | Merak | Merak SS | Merak 2000 GT |
| Esemplari prodotti | 630   | 1000     | 190           |